# Leandro Oliveira
Leandro Oliveira (født 2. januar 1988) er en brasiliansk fodboldspiller.